# 硫酸锑
硫酸锑是锑元素的硫酸盐，化学式为Sb2(SO4)3。这种吸湿性的物质可由金属锑或锑化合物与热的硫酸反应制得。它用于半导体的掺杂和爆炸物及烟火的生产。

## 化学性质
硫酸锑是一种强氧化剂。它容易潮解，可溶于酸中。它可由锑、三氧化二锑、三硫化二锑或氯氧化锑等锑化合物与浓热的硫酸反应制得。
2 Sb (s) + 3 H2SO4 → Sb2(SO4)3 + 3 H2